# Paweł Sienieński
Paweł Sienieński z  Oleska, z  Sienna, i Złoczowa (zm. przed  1498) herbu Dębno – podkomorzy lwowski (1478-1493), właściciel części Oleska, rycerz.      
Urodził się w rodzinie  Jana z Sienna, Jana Otha de Przeperow, Jana z Chotczy (ur. w Siennie, zm. przed 1477) – podkomorzego przemyskiego, starosty sandomierskiego, kasztelana lwowskiego, wojewody ruskiego.
Matką jego była - Barbara Wątróbka, córka Klemensa ze Strzelec zwanego Wątróbką herbu Oksza (herb szlachecki) wdowa po Janie Kmicie z Wiśnicza zw. Tępym. Wraz ze swoimi braćmi używał nazwiska Oleski (od dóbr Olesko. 
Dziadkiem jego był Dobiesław z Oleśnicy i z Sienna, wojewoda sandomierski, a babką; Katarzyna, córka Dymitra z Goraja herbu Korczak.
Był  bratankiem Jakuba z Sienna, arcybiskupa gnieźnieńskiego i prymasa Polski.
Miał  czterech braci Dobiesława, Piotra, Jana, Pawła  Sienieńskiego
Z czterech braci  dwóch zostało duchownymi; Dobiesław Sienieński (zm. po 1477) - był kanonikiem gnieźnieńskim oraz dziekanem kieleckim i radomskim, a Zygmunt Sienieński (zm. ok. 1500) - był kanonikiem krakowskim i archidiakonem zawichojskim. Trzeci brat Jan Sienieński (kasztelan małogoski) (Oleski), Jan z  Sienna i Oleska  (? – zm. między 1510–1513) – podkomorzy sandomierski i czwarty brat; Piotr Sienieński, z Oleska (zm. między 1506 – 1510)   prapradziad carowej Maryny Mniszchównej.  Jego rodzina stała się jedną ze znamienitszych na południowo-wschodnich Kresach I Rzeczypospolitej.

## Wywód genealogiczny
| 4. Dobiesław z Oleśnicy                        |  |                          |  |  |                     |
|                                                |  | 2. Jan z Sienna i Oleska |  |  |                     |
| 5. Katarzyna Oleśnicka, córka Dymitra z Goraja |  |                          |  |  |                     |
|                                                |  |                          |  |  | 1. Paweł Sienieński |
| 6. Klemens ze Strzelec zw. Wątróbka            |  |                          |  |  |                     |
|                                                |  | 3. Barbara Wątróbka      |  |  |                     |
| 7. Elżbieta z Marchocic                        |  |                          |  |  |                     |
|                                                |  |                          |  |  |                     |